# Jan Stolpe
Jan Gunnar Stolpe, född 21 januari 1940 i Stockholm, är en svensk översättare och litteraturkritiker.

## Biografi
Från klassisk grekiska har Stolpe översatt bl.a. Platon, Aristoteles, Longinos och Euripides, och från franska bl.a. Michel de Montaigne, Denis Diderot och Honoré de Balzac. Stolpe har även varit redaktör för tidskrifterna Komma (1966–1969), Bonniers Litterära Magasin (1970–1971) och FiB/Kulturfront (1972–1973). Han har verkat som litteraturkritiker i bl.a. Göteborgs Handels- och Sjöfartstidning (1963–1966), Bonniers litterära magasin (1964–1971) och Svenska Dagbladet (1967–1968), samt som krönikör i Språktidningen (2007–2016).
Stolpe har mottagit ett flertal översättarpriser, och tilldelades 2001 professors namn. Han har vid olika tillfällen undervisat i översättning vid Södertörns högskola, och var även ordförande i Svenska Afghanistankommittén 1989–1990.

### Familj
Jan Stolpe är son till Birger Stolpe och brorson till Herman och Sven Stolpe.

### Översättningar (urval)
- Witold Gombrowicz: Förförelsen [Pornografia], övers. med Jan Kunicki (Stockholm: Bonniers, 1967)
- Louis Althusser: För Marx [Pour Marx] (Staffanstorp: Cavefors, 1968)
- Louis Althusser och Étienne Balibar: Att läsa Kapitalet I–II [Lire le Capital] (Staffanstorp: Cavefors, 1970)
- Claude Lévi-Strauss: Det vilda tänkandet [La Pensée sauvage] (Stockholm: Bonniers, 1971)
- Honoré de Balzac: Byprästen [Le Curé de village] (Stockholm: PAN/Norstedt, 1975)
- Dag Solstad: 25 september-platsen [25. september-plassen] (Stockholm: PAN/Norstedt, 1977)
- William Morris: Nytt från en ny värld eller En epok av vila. Några kapitel ur en utopisk berättelse [News from Nowhere, or An Epoch of Rest] (Stockholm: Gidlunds, 1978)
- Emmanuel Le Roy Ladurie: Montaillou. En fransk by 1294–1324 [Montaillou, village occitan de 1294 à 1324] (Stockholm: Atlantis, 1980)
- Voltaire: Filosofiska brev [Lettres philosophiques] (Stockholm: Carmina, 1986)
- Montaigne: Essayer I–III [Essais] (Stockholm: Atlantis, 1986–1992, 2012, [e-bok 2015])
- Denis Diderot: Rameaus brorson [Le Neveu de Rameau] (Stockholm: Tiden 1992)
- Aristoteles: Om diktkonsten [Peri poiētikēs] (Göteborg: Anamma, 1994)
- Jean-Jacques Rousseau: Om samhällsfördraget eller Statsrättens grunder (Du contrat social ou Principes du droit politique), övers. med Sven Åke Heed (Stockholm: Natur & Kultur, 1994)
- Euripides: Medea [Mēdeia], övers. med Agneta Pleijel (Lund: Ellerströms, 1995)
- Longinos: Om litterär storhet [Peri hypsous] (Göteborg: Anamma, 1997)
- Platon: Skrifter I–VI (Stockholm: Atlantis, 2000–2009)
- Åsne Seierstad: Bokhandlaren i Kabul. Ett familjedrama [Bokhandleren i Kabul] (Stockholm: Norstedts, 2002)
- Sofokles: Antigone [Antigonē], övers. med Lars-Håkan Svensson (Malmö: Ellerströms, 2003)
- Nostradamus: Profetior. Anno 1555 [Les Prophéties], övers. med Anna Carlstedt (Stockholm: Gidlunds, 2008)
- Albert Camus: Främlingen [L'Étranger] (Stockholm: Bonniers, 2009)
- Aischylos: Den fjättrade Prometheus [Promētheus Desmōtēs], med Lars-Håkan Svensson (Malmö: Ellerströms, 2011).
- Montaigne: Essayer I–III [Essais], nyöversättning (Stockholm: Atlantis, 2012)
- Jean Giono: Mannen från bergen [Un de Baumugnes] (Stockholm: Elisabeth Grate, 2013)
- Åsne Seierstad: En av oss. En berättelse om Norge [En av oss. En fortelling om Norge] (Stockholm: Bonniers, 2013). ISBN 9789100134082
- Euripides: Backanterna; Ifigenia i Aulis [Bacchai; Īphigéneia en Aulídi], övers. med Göran O. Eriksson (Stockholm: Atlantis, 2014)
- Albert Camus: Pesten [La Peste] (Stockholm: Bonniers, 2020)
- Albert Camus: Fallet [La Chute] (Stockholm: Bonniers, 2021)
- Aischylos: Perserna [Persai], övers. med Lars-Håkan Svensson (Malmö: Ellerströms, 2022).

## Priser och utmärkelser
- 1984 – Einar Hansens översättarpris
- 1986 – Elsa Thulins översättarpris
- 1988 – Letterstedtska priset för översättningen av Montaignes Essais
- 1990 – Svenska Akademiens översättarpris
- 1994 – De Nios översättarpris
- 1998 – Filosofie hedersdoktor, Lunds universitet
- 2001 – Professors namn
- 2003 – Gerard Bonniers pris
- 2007 – Litteris et Artibus
- 2009 – De Nios översättarpris
- 2009 – Albert Bonniers 100-årsminne
- 2010 – Kellgrenpriset
- 2011 – Filosofie hedersdoktor, Linköpings universitet
- 2014 – Tegnérpriset
- 2015 – Arguspriset
- 2019 – Svenska förläggareföreningens hederspris[3]
- 2020 – De Nios Stora Pris
- 2024 – Svenska Akademiens kungliga pris[4]